# Pierre Chevallier (homme politique)
Ne doit pas être confondu avec Pierre Chevalier.
Pour les articles homonymes, voir Pierre Chevallier et Chevallier.
Pierre Chevallier est un médecin et une personnalité politique française de la IVe République né le 30 janvier 1909 à Orléans (Loiret) et mort le 12 août 1951 dans la même ville.
Il participe à la résistance intérieure française durant la Seconde Guerre mondiale puis exerce les fonctions de maire d'Orléans, député du Loiret et secrétaire d’État à l'Enseignement technique, à la Jeunesse et aux Sports.
Dans le cadre de ses mandats, Pierre Chevallier participe à la reconstruction d'Orléans, notamment celle de la rue Royale avec ses arcades selon l'ordre classique du XVIIIe siècle. Au Parlement, il devient un spécialiste de l'urbanisme et plaide également pour l'aménagement de la région naturelle du Val de Loire et la préservation de son patrimoine.
Il meurt assassiné par sa femme Yvonne à l'âge de 42 ans, cette dernière bénéficiant de la mansuétude judiciaire pour ce crime passionnel.

## Biographie

### Jeunesse et études
Issu d'une famille bourgeoise (grand-père et arrière-grand-père médecins, père maître-potier bien connu à Orléans), Pierre Chevallier est né avenue Dauphine, à Orléans. Il suit des études de médecine à l'université de Tours puis de Paris ; il soutient une thèse en gynécologie puis devient médecin à Orléans en 1937,.

### Résistance
Au début de la Seconde Guerre mondiale en 1939, il est mobilisé en tant que médecin-lieutenant puis il participe aux combats. Il est fait prisonnier en juin 1940 et est envoyé à Münster avant d'être libéré fin janvier 1941. À son retour à Orléans, il ouvre un cabinet de médecine et participe à la résistance intérieure française. Il intègre durant l'hiver 1942-1943 le mouvement Libération-Nord créé par le politicien et médecin français Pierre Ségelle,.

### Carrière politique
Le 23 août 1944, il devient maire provisoire de la ville d'Orléans tout juste libérée. En mai 1945, il conserve sa fonction après s'être présenté sur la liste des résistants menée par André Dessaux.
Après la guerre, il exerce la fonction de député du Loiret Union démocratique de la Résistance dans la première assemblée nationale constituante de la IVe République du 21 octobre 1945 au 10 juin 1946. Il assure un nouveau mandat dans la seconde assemblée nationale constituante de la IVe République du 11 juin 1946 au 27 novembre 1946. Il est à nouveau élu député du Loiret à l'Assemblée nationale le 10 novembre 1946 sur la liste du Rassemblement des gauches républicaines (RGR).
En octobre 1947, il est réélu maire d'Orléans et prend la présidence du groupe Union démocratique et socialiste de la Résistance à l'Assemblée nationale en juillet 1950.
Il est réélu député du Loiret RGR le 17 juin 1951.
Le 11 août 1951, sous la présidence de Vincent Auriol, il est nommé secrétaire d'État à l'Enseignement technique, à la Jeunesse et aux Sports dans le second gouvernement Pleven.

### Assassinat et hommages
Le lendemain, alors qu'il s'apprête à se rendre à l'inauguration du comice agricole et de la reconstruction du pont suspendu de Châtillon-sur-Loire, son épouse Yvonne, qu'il avait connue lors de ses études alors qu'elle était sage-femme en 1935, l'abat de cinq balles de revolver, dans leur immeuble bourgeois du centre-ville, au 13, rue Jeanne-d'Arc d'Orléans. L'épouse Chevallier appelle le commissariat d'Orléans et attend les policiers en tenue de veuve. Elle explique au commissaire Gazano, un ami de la famille, avoir été « prise de folie ». Elle savait que son mari qui la délaissait avait une maîtresse. Jalouse, elle lui reproche son infidélité et sa violence verbale en ce matin du 12 août 1951 et le confrontant, ce dernier l'aurait menacé de la quitter. Lorsqu'elle menace de se tuer, son mari l'aurait provoquée en disant : « Mais tue-toi ! C'est ce que tu auras fait de plus intelligent dans ta vie, mais attends que je ne sois plus là ! ».
Après dépaysement du procès, Yvonne Chevallier est jugée les 5 et 6 novembre 1952 par la cour d'assises de la Marne à Reims. L'avocat général Lindon fait un réquisitoire d'une extrême indulgence, réclamant deux ans de prison ferme, mais le jury l'acquitte, sous les vivats du public ; l’événement est fortement médiatisé, les journaux anglais annonçant ironiquement, à la suite de cet acquittement, une hécatombe de maris français trompant leur femme. Les jurés, tous masculins, reconnaissent « un crime commis sans préméditation dans une crise purement passionnelle ».
Des obsèques nationales sont célébrées en son honneur à Orléans le 16 août 1951 en présence du président du conseil, René Pleven. Il est inhumé au cimetière Saint-Marceau d'Orléans.
Depuis 1956, une allée d'Orléans située à proximité du faubourg Madeleine porte le nom de Pierre Chevallier. Par ailleurs, le peintre orléanais Georges Blanchard a réalisé un portrait de Pierre Chevallier.

## Décorations
- Chevalier de la Légion d'honneur
- Croix de guerre 1939-1945